# Mercedes-Benz Arena (Shanghai)
Mercedes-Benz Arena (chineză: 梅赛德斯 - 奔驰 文化 中心) anterior cunoscută sub numele Shanghai World Expo Cultural Center, este o arenă acoperită situată pe fostul loc al Expo 2010 din Pudong, Shanghai. Aceasta este deținută și administrată de societatea mixtă AEG-OPG.
Facilitatea are 18.000 de locuri și include un sală mai mică, The Mixing Room & Muse, care este un loc utilizat pentru muzică live.
Arena a găzduit ceremonia de deschidere pentru Expo 2010, în timpul căreia a fost cunoscută sub numele de Centrul Cultural Expo.

## Drepturile de nume
Arena este sponsorizată de către Mercedes-Benz pe baza unui acord de zece ani și a fost redenumită oficial în Mercedes-Benz Arena pe 15 ianuarie 2011.